# Keep (ứng dụng)
Keep là một ứng dụng thể dục trên điện thoại di động của Trung Quốc. Ứng dụng đã có sẵn để tải xuống vào ngày 4 tháng 2 năm 2015. Keep được phát triển bởi công ty Beijing Calories Technology, thành lập bởi sinh viên đại học Vương Ninh.
Ứng dụng cho phép người dùng xem video thể dục và mua thiết bị tập thể dục. Nó chứa một dịch vụ mạng xã hội để khách hàng có thể chia sẻ các bài tập thể dục với nhau. Keep đạt một triệu lượt người dùng tải xuống sau 105 ngày sau khi ra mắt và có hơn 200 triệu người dùng vào tháng 9 năm 2019. Một báo cáo tháng 12 năm 2018 do Viện Sootoo công bố cho biết có 38,8 triệu lượt tải xuống Keep từ tháng 7 đến tháng 9, khiến nó trở thành "ứng dụng thể dục được tải xuống nhiều nhất ở Trung Quốc".

## Lịch sử
Keep là một ứng dụng được tạo ra bởi công ty Beijing Calories Technology Co Ltd được thành lập vào năm 2014 bởi Vương Ninh, một sinh viên đại học đang học năm thứ tư. Vương cho biết động lực tạo ứng dụng của anh xuất phát từ việc anh ấy đã giảm được 20 kilôgam (44 lb) sau khi anh ấy phát triển một chế độ tập thể dục thông qua nghiên cứu trực tuyến. Anh ấy chọn cái tên "Keep" ("giữ gìn") vì theo Tân Hoa xã, "anh ấy tin rằng việc giữ gìn, hay sự kiên trì là cốt lõi của việc giảm cân và bắt đầu thành lập một công ty".
Keep có sẵn để tải xuống vào ngày 4 tháng 2 năm 2015. Hơn một triệu người dùng đã tải xuống ứng dụng vào ngày thứ 105 sau khi ra mắt. Keep cung cấp cho người dùng các video thể dục và cửa hàng thương mại điện tử của họ mọi người có thể mua thiết bị tập thể dục thông qua WeChat Pay và Alipay. Ứng dụng cũng chứa một dịch vụ mạng xã hội cho phép người dùng tải lên hình ảnh về những gì họ đã ăn, họ trông như thế nào và các bài tập thể dục của họ. Nó cho phép người dùng theo dõi họ đã chạy ở đâu và trong thời gian bao lâu. Tính năng GPS của nó cho phép người dùng tìm những người dùng khác chạy bộ gần đó cũng đang sử dụng ứng dụng mà họ có thể yêu cầu kết bạn. Để làm cho người dùng cam kết hoạt động hơn, nó sử dụng "tiền thưởng hàng ngày, tự đánh giá và một đề xuất kế hoạch thể dục được cá nhân hóa".
Keep đã nhận được 10 triệu đô la Mỹ vốn tài trợ Series B từ GGV Capital và 32 triệu đô la Mỹ vốn Series C từ Morningside Ventures và GGV Capital, với sự tham gia của Bertelsmann Asia Investments. Vào tháng 3 năm 2018, Keep đã mở một phòng tập thể dục đầu tiên ở Bắc Kinh. Trung Quốc có 11 phòng tập thể dục thuộc sở hữu của Keep, được gọi là Keepland, với 9 phòng ở Bắc Kinh và 2 phòng ở Thượng Hải. Công ty mở doanh nghiệp "gạch vữa" phòng tập thể dục với mục tiêu nuôi dưỡng sự trung thành vào thương hiệu bằng người dùng trực tuyến bằng việc bắt đầu mối quan hệ trực tiếp. Vào năm 2020, Keep hợp tác với Douyin, ứng dụng chia sẻ video, để cung cấp cho người dùng các lớp học được phát trực tiếp do các huấn luyện viên quay từ các phòng tập thể dục của Keepland.
Vào tháng 7 năm 2018, nó đã nhận được 126 triệu đô la trong khoản tài trợ Series D từ Goldman Sachs, Tencent, GGV Capital và Morningside Venture Capital. Khi Trung Quốc đang trải qua sự suy giảm kinh tế, Keep vào tháng 10 năm 2019 đã sa thải 15% lực lượng lao động sau khi đã tăng gấp bốn lần vào năm 2018. Khi Giám đốc điều hành của  Apple Inc. Tim Cook đến Trung Quốc vào ngày 21 tháng 3 năm 2017, ông đã đến thăm văn phòng của Keep ở Bắc Kinh và khen ngợi công ty đã đạt 80 triệu lượt tải xuống. Keep được cài đặt theo mặc định trên các thiết bị trong Apple Stores ở Trung Quốc và nằm trong "danh sách tốt nhất năm 2015 của Cửa hàng ứng dụng" của Apple.
Năm 2019, công ty có 800 nhân viên. Đến tháng 9 năm 2019, Keep đã đạt 200 triệu người dùng. Vào năm 2019, ứng dụng có 18 phiên bản không phải tiếng Trung và có 10 triệu người dùng không ở Trung Quốc. Tiếng Anh, tiếng Đức, tiếng Nhật và tiếng Tây Ban Nha là một số ngôn ngữ được hỗ trợ của ứng dụng. Bốn dòng doanh thu của Keep là hàng thể thao, quảng cáo, phòng tập thể dục Keepland và phí thành viên ứng dụng. Đến năm 2019, nó đã đạt hơn một tỷ doanh số bán đồ thể thao và xếp thứ tư trong danh mục đồ thể thao trên trang web bán lẻ trực tuyến Tmall sau Decathlon, Lululemon Athletica và Yijian Running Machine. Một báo cáo tháng 12 năm 2018 do Viện Sootoo công bố cho biết có 38,8 triệu lượt tải xuống Keep từ tháng 7 đến tháng 9, khiến nó trở thành "ứng dụng thể dục được tải xuống nhiều nhất ở Trung Quốc". Mạng Truyền hình Toàn cầu Trung Quốc (CGTN) cho biết vào năm 2020 rằng "Keep, một ứng dụng thể dục lớn của Trung Quốc, có thể là 'người chiến thắng' trong đại dịch này". CGTN lưu ý rằng Keep đã có rất nhiều lượt tải xuống trong đại dịch COVID-19.

## Tiếp nhận
Nhà báo Runmiao Diao của All Tech Asia đã viết một bài báo năm 2016 với tiêu đề "Tại sao tôi từ bỏ ứng dụng thể dục số 1 Trung Quốc 'Keep' và quay trở lại phòng tập". Cô nhận thấy rằng số lượng lớn các tùy chọn của ứng dụng trong các khóa học đã cung cấp cho cô một môi trường được lựa chọn quá mức. Sau khi bạn bè theo dõi cô trên Keep, Diao đã dành thời gian xem qua những hoạt động thể dục mà họ chọn làm, điều này tiêu tốn nhiều thời gian hơn. Cô ấy cho biết mặc dù đã dành khá nhiều thời gian đáng kể để xem các bài tập, nhưng cô vẫn không chắc chắn trong việc chọn bài tập nào. Diao than thở, "Keep cũng không thể nói với tôi, và tôi vẫn còn để CHỌN". Cô nhận thấy rằng sau khi thực hiện các hoạt động thể dục của Keep, "Tôi không cảm thấy rằng thể lực của mình đã tiến bộ hơn", vì vậy cô đã chọn tham gia một phòng tập thể dục với các huấn luyện viên có thể hướng dẫn cô nếu cô mắc lỗi.
Nhà báo Katrin Büchenbacher của Global Times cho biết vào năm 2017 cô đã bị ứng dụng này thu hút sau khi xem một giáo viên nữ động viên cô khi cô tập squat và nhảy dây. Nhưng cô ấy trở nên "nản chí" sau khi vào phần mạng xã hội của ứng dụng có "những phụ nữ xinh đẹp, săn chắc mặc đồ lót thể thao", khiến cô "tự ti bản thân tầm thường của mình trong gương".
Công ty nghiên cứu CB Insights đã viết trong một báo cáo năm 2017 rằng "Nhiều ứng dụng di động thể dục mang lại sự tiện lợi, nhưng Keep đã tạo ra sự khác biệt bằng cách tích hợp truyền thông xã hội và thương mại điện tử trong ứng dụng của mình. Thành phần truyền thông xã hội của ứng dụng không chỉ cho phép những người đam mê thể dục đăng nội dung của riêng họ mà còn cho phép các thương hiệu thể dục tạo chiến dịch xã hội trong ứng dụng và quảng cáo cho các lớp thể dục và các dịch vụ khác." Khi phân tích tình trạng sa thải của công ty, một bài báo của Sina Corp năm 2019 xác định rằng người dùng đã cài đặt và gỡ cài đặt ứng dụng nhiều lần, đồng thời mua các lớp học và mang tư cách thành viên nhưng sau đó không sử dụng dịch vụ nhiều lần. Bài báo kết luận rằng "sự lúng túng của Keep là hiển nhiên: người dùng mới bắt đầu khó kiên trì; người dùng được đào tạo cơ bản có nhu cầu chuyên nghiệp hơn sau khi thăng tiến, nhưng ứng dụng không thể thực sự đáp ứng những nhu cầu đó".